# Tirreno-Adriatico 1977
Tirreno-Adriatico 1977 est la 12e édition de la course cycliste par étapes italienne Tirreno-Adriatico. L’épreuve se déroule sur cinq étapes entre le 12 et le 16 mars 1977, sur un parcours final de 808,5 km.
Le vainqueur de la course pour la sixième année consécutive est le Belge Roger De Vlaeminck (Brooklyn).

## Classements des étapes
| Étape | Date    | Villes étapes                         | km    | Vainqueur d’étape        | Leader du classement général |
| ----- | ------- | ------------------------------------- | ----- | ------------------------ | ---------------------------- |
| 1     | 12 mars | Ferentino - Santa Serena              | 182,5 | Alfio Vandi (ITA)        | Alfio Vandi (ITA)            |
| 2     | 13 mars | Cassino - Paglieta                    | 242,0 | Roger De Vlaeminck (BEL) | Roger De Vlaeminck (BEL)     |
| 3     | 14 mars | Paglieta - Col de San Giacomo         | 172,0 | Roger De Vlaeminck (BEL) | Roger De Vlaeminck (BEL)     |
| 4     | 15 mars | Ascoli Piceno - Civitanova Marche     | 194,0 | Rik Van Linden (BEL)     | Roger De Vlaeminck (BEL)     |
| 5     | 16 mars | S.B del Tronto - S.B del Tronto (clm) | 18,0  | Knut Knudsen (NOR)       | Roger De Vlaeminck (BEL)     |

## Classement général
|    | Cycliste                 | Pays     | Équipe         | Temps            |
| -- | ------------------------ | -------- | -------------- | ---------------- |
| 1  | Roger De Vlaeminck       | Belgique | Brooklyn       | 22 h 06 min 32 s |
| 2  | Francesco Moser          | Italie   | Sanson         | + 05 s           |
| 3  | Giuseppe Saronni         | Italie   | Scic           | + 32 s           |
| 4  | Alfio Vandi              | Italie   | Magniflex      | + 58 s           |
| 5  | Josef Fuchs              | Suisse   | Sanson         | + 1 min 46 s     |
| 6  | Gianbattista Baronchelli | Italie   | Scic           | + 1 min 55 s     |
| 7  | Claudio Bortolotto       | Italie   | Sanson         | + 2 min 08 s     |
| 8  | Giovanni Battaglin       | Italie   | Jolly Ceramica | + 2 min 09 s     |
| 9  | Wladimiro Panizza        | Italie   | Scic           | + 2 min 14 s     |
| 10 | Remo Rocchia             | Italie   | Vibor          | + 2 min 24 s     |